# Jesús L. González
Jesús L. González Zambrano (1866 - ?) fue un abogado y político mexicano, nacido en Monterrey, Nuevo León. Fue gobernador interino de Yucatán por un breve periodo en 1911, durante el proceso electoral en el que resultó triunfador José María Pino Suárez quien contendió contra Delio Moreno Cantón.

## Datos biográficos
Sus convicciones políticas le identificaron con la corriente política de Francisco I. Madero en la que estaba también inscrito su cuñado, José María Pino Suárez, quien más tarde sería también gobernador de Yucatán y vicepresidente de México. Hizo campaña política en su estado natal en favor de Francisco I. Madero.
Fue nombrado por el maderismo gobernador interino de Yucatán en 1911 para conducir el proceso electoral que habría de darse para elegir al nuevo gobernador el estado que concluiría su mandato en 1914. Contendían por la gubernatura José María Pino Suárez y Delio Moreno Cantón, anticipándose que este último ganaría por su gran popularidad en adición a que Pino Suárez no era oriundo del estado. Sin embargo, las elecciones fueron ganadas de manera muy discutida por quien casi inmediatamente después fue llamado por Francisco I. Madero para ocupar el cargo de vicepresidente de México. Jesús González Zambrano entregó el poder en Yucatán a Pino Suárez. A pesar de su breve e intrascendente mandato el Congreso de Yucatán emitió a su favor un voto de reconocimiento.